# Tim Floyd
Timothy Fitzpatrick "Tim" Floyd (Hattiesburg, Misisipi, 25 de febrero de 1954) es un entrenador de baloncesto estadounidense. Técnico experimentado en la NCAA, sustituyó a Phil Jackson en la temporada 1998-99 cuando el bloque campeón de los Bulls (Michael Jordan, Scottie Pippen y Dennis Rodman) abandonó el equipo.

## Trayectoria
- Universidad de Lousiana Tech (1976-1977), asistente.
- Universidad de Texas- El Paso (1977-1986), asistente.
- Universidad de Idaho (1986-1988)
- Universidad de Nueva Orleans (1988-1994)
- Universidad de Iowa State (1994-1998)
- Chicago Bulls (1998-2001)
- New Orleans Hornets (2003-2004)
- Universidad del Sur de California (2005-2009)
- Universidad de Texas- El Paso (2010-2017)